# Over Bjoergvin graater himmerik
Over Bjoergvin graater himmerik è il secondo album in studio dei Taake, pubblicato nel 2002.

## Tracce
1. Over Bjoergvin graater himmerik I – 4:52
2. Over Bjoergvin graater himmerik II – 6:41
3. Over Bjoergvin graater himmerik III – 6:12
4. Over Bjoergvin graater himmerik IV – 6:31
5. Over Bjoergvin graater himmerik V – 6:23
6. Over Bjoergvin graater himmerik VI – 4:02
7. Over Bjoergvin graater himmerik VII – 4:24

## Formazione
- Hoest - voce, chitarra
- C. Corax - chitarra
- Keridwen - basso, pianoforte
- Mutt - batteria